# Aldige
Aldige (llamada oficialmente San Pedro de Aldixe) es una parroquia española del municipio de Abadín, en la provincia de Lugo, Galicia.

## Geografía
Se ubica en el extremo O del concejo, regado por el río Arnela; y atravesado por la carretera local CP-0106. Es una parroquia con poca elevaciones, siendo completamente llana.

## Organización territorial
La parroquia está formada por dieciséis entidades de población, constando nueve de ellas en el nomenclátor del Instituto Nacional de Estadística español:
- A Costa
- A Lavandeira
- A Mudia
- Ponte (A Ponte)

- Batán
- Carboeiro
- Casadán
- Cotillón
- Liñares
- Campo (O Campo)
- O Casarón
- O Espiño
- Petaíño (O Petaíño)
- Verdes (Os Verdes)
- Pena
- Ventoso

## Demografía
| Gráfica de evolución demográfica de Aldige entre 2000 y 2019 |
|                                                              |
| Datos según el nomenclátor publicado por el INE.             |

## Naturaleza

### Fenómenos naturales
El 8 de mayo de 1998, al oeste de la aldea de Ventoso, se sintió un pequeño terremoto de grado 3 en la escala Ritcher.